# Датив
Датив је трећи од седам падежа српског језика и један од падежа многих словенских, а и неких других индоевропских језика. То је падеж намене и циља, а одговара на питања Коме? или Чему? Зависно о глаголу, придеву, именици, прилогу, узвику и предлогу.

## Употреба датива
- Датив као неправи / индиректни објекат или онај који прима неку радњу се врло често употребљава у српском језику, као нпр.:

Дао сам ти писмо. или Учини ми услугу.
- Готово да се сваки присвојни придев или замјеница (атрибут) могу заменити у српском језику, као нпр.:

Отац му је на путу. (Његов отац је на путу.)
- Осим тога датив се као падеж користи и у неким прилошким конструкцијама:

Драго ми Вас је упознати. или Тешко јој је признати.
- У дативу се означава особа која нешто прима или доживљава одређено осећање:

Она ми је драга. или То јој је било тешко.
- Датив се употребљава након одређених предлога: к/ка, према, насупрот.
- Датив личних заменица (ми, ти, нам, вам) понекад је само формални даљи објекат, а права му је сврха истицање блискости са оним коме се говори. Такав датив се зове етички датив.

- Глаголи који захтевају датив:
  - чинити се / учинити се
  - гадити се / згадити се или смучити се
  - недостајати или још у неким деловима фалити / зафалити
  - помагати / помоћи
  - пријати / годити или угодити
  - сметати / ометати или засметати
  - свиђати се / свидети се или допадати се / допасти се
  - веровати / поверовати
  - завидети / позавидети
  - честитати
  - придруживати се / придружити се
  - радовати се / обрадовати се
  - обећавати / обећати
  - посвећивати (се) / посветити (се)

Код именица женског рода у дативу једнине долази до гласовне промене која се зове сибиларизација или друга палатализација, где се слова к, г, х мењају у ц, з, с када се нађу испред слова и, али не увек.